# 盎格鲁街
盎格鲁街（Promenade des Anglais，意为“英国人步行道”）是法国东南部城市尼斯一条沿着地中海蔚蓝海岸的著名的海滨步行道。

## 历史
在尼斯城市化以前，尼斯海岸还只是一片荒芜的海滩，被大鹅卵石所覆盖。第一所房屋位于海边的高地上。从18世纪下半叶开始，英国人开始来到尼斯过冬，疗养肺病，欣赏海岸的全景。有一年冬天特别寒冷，来自北部的乞丐大批涌入尼斯，于是一些富有的英国人提议为他们兴建一个有用的工程：沿海岸修筑一条步行道（chemin de promenade）。尼斯市这条舒适的步行道的前景激起了人们的兴趣，大大增加了工作的机会。步行道最初按照当地方言尼斯语（Niçard）称为Camin dei Anglès（英国路）。1860年，尼斯被并入法国，随之这条街也按照法语改名为La Promenade des Anglais。
当地居民将盎格鲁街简称为“Promenade”（步行道）或“Prom”。每到星期天，能看见许多骑自行车的人，以及推婴儿车的，和全家人，沿着这条路散步。这里也是滑板和溜冰者喜爱的地方。盎格鲁街上会举行许多活动，例如尼斯狂欢节、鲜花游行等等。街上还布置了蓝色的靠椅（chaises bleues）和精美的小屋供游人歇息，享受地中海沿岸的闲散生活，观赏天使湾（la Baie des Anges）蔚蓝色的海水。

## 袭击案
2016年7月14日，庆祝法国国庆日巴士底日当晚，尼斯盎格鲁街发生袭击案件，一名突尼斯裔尼斯人开着卡车冲向人群，目前已造成84人死亡，至少18人受伤。

## 画廊

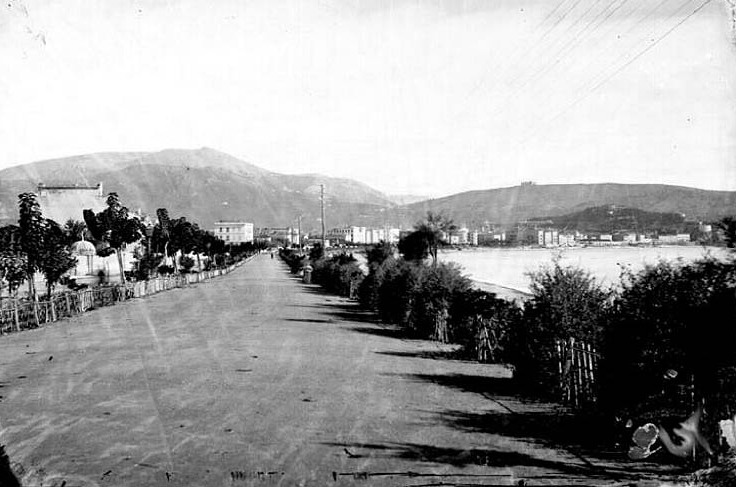
Depuis le vallon Magnan en 1863.
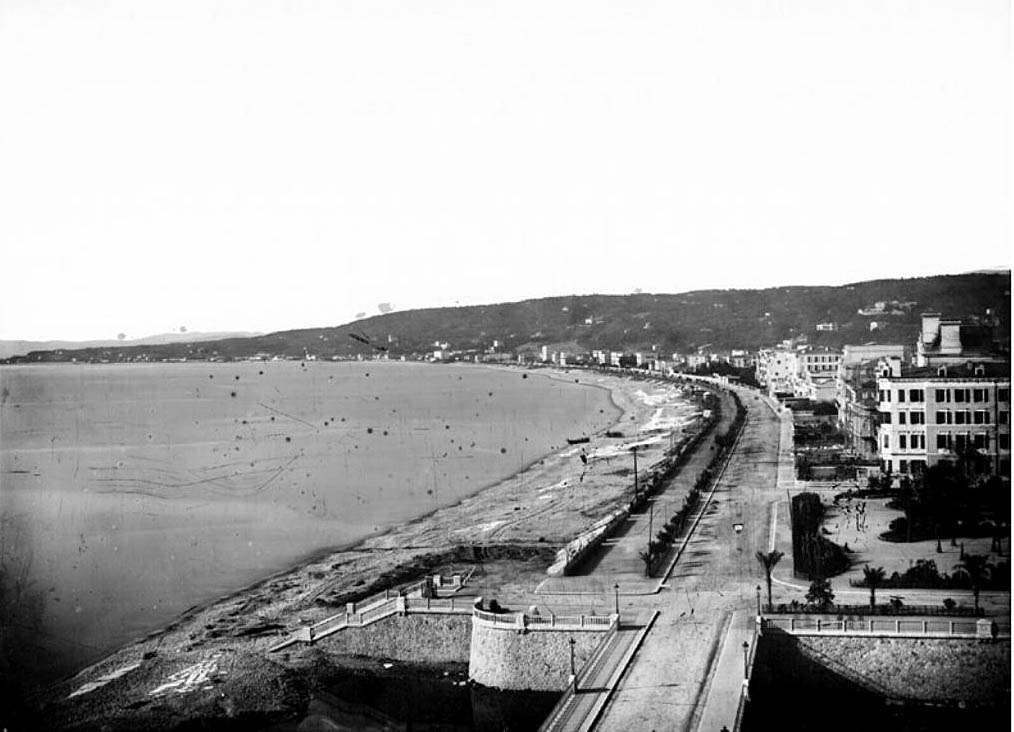
Le départ de la Promenade en 1865.
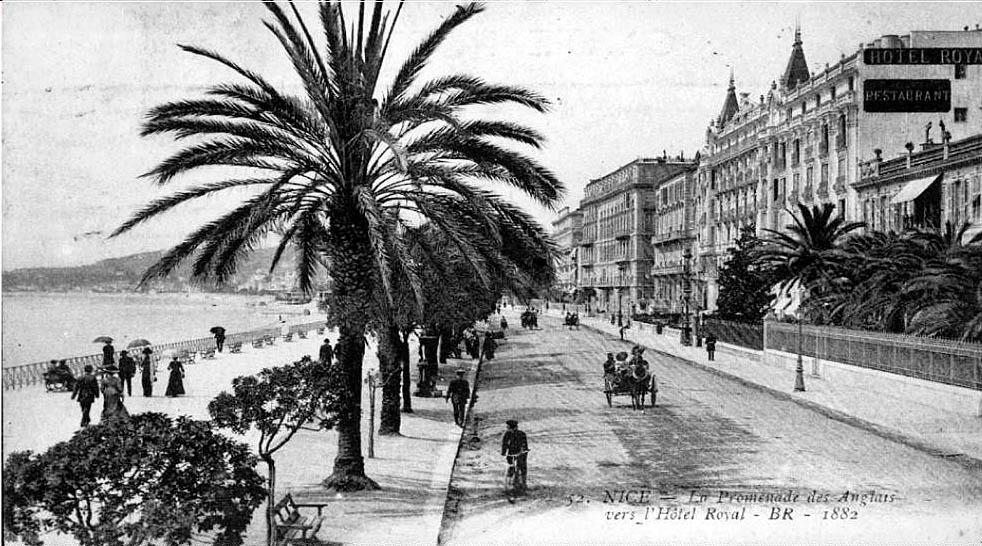
La Promenade en 1882.
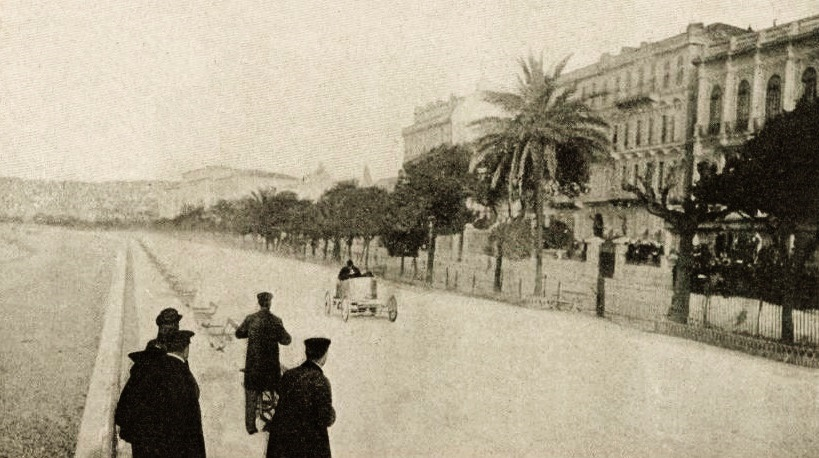
Léon Serpollet vainqueur de sa troisième Coupe Rotschild en avril 1903, au kilomètre lancé de la Promenade
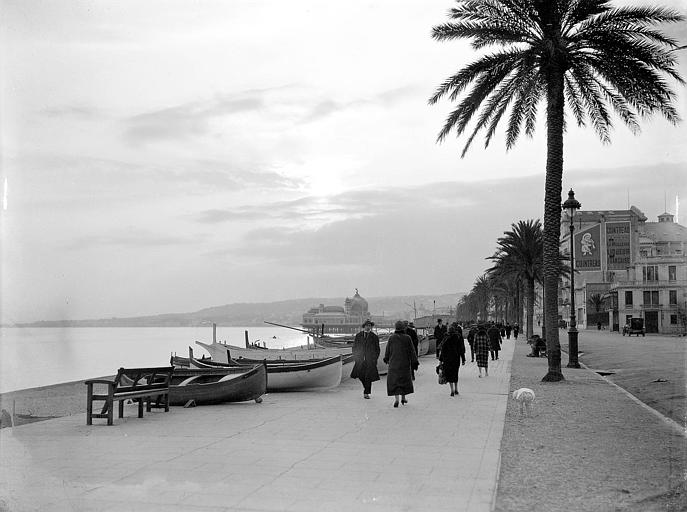
La Promenade vers 1925.
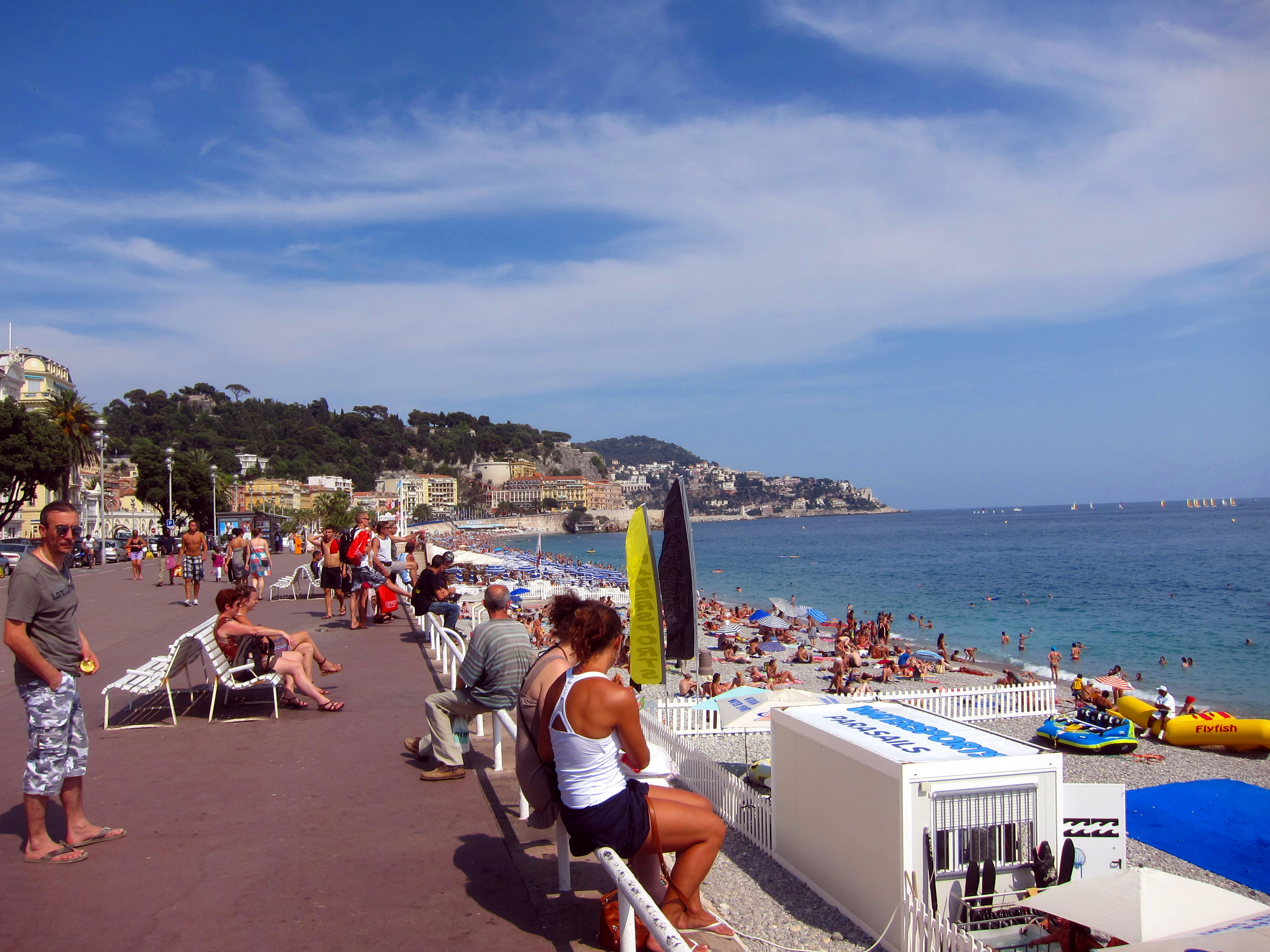
盎格鲁街
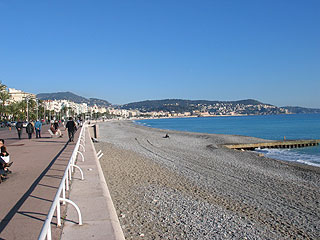
盎格鲁街
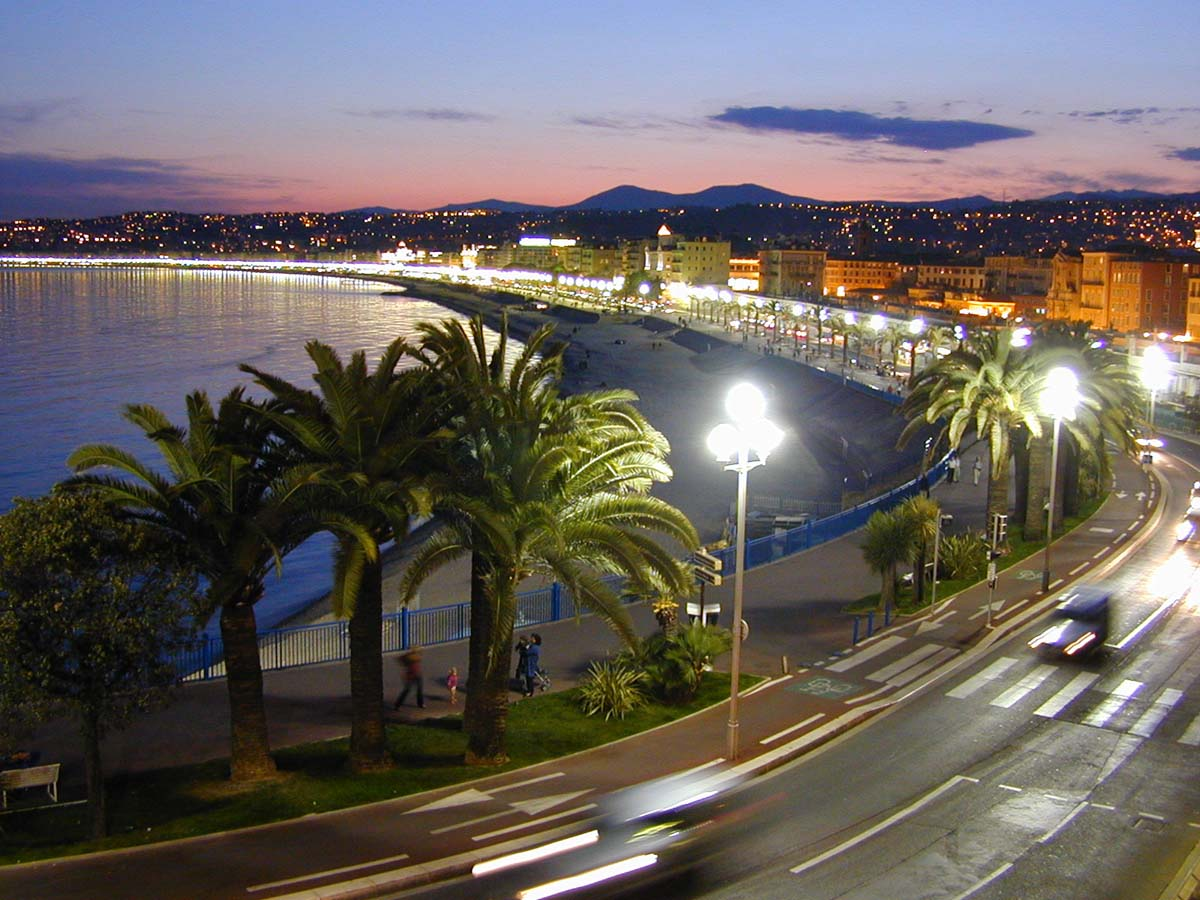
从高处鸟瞰
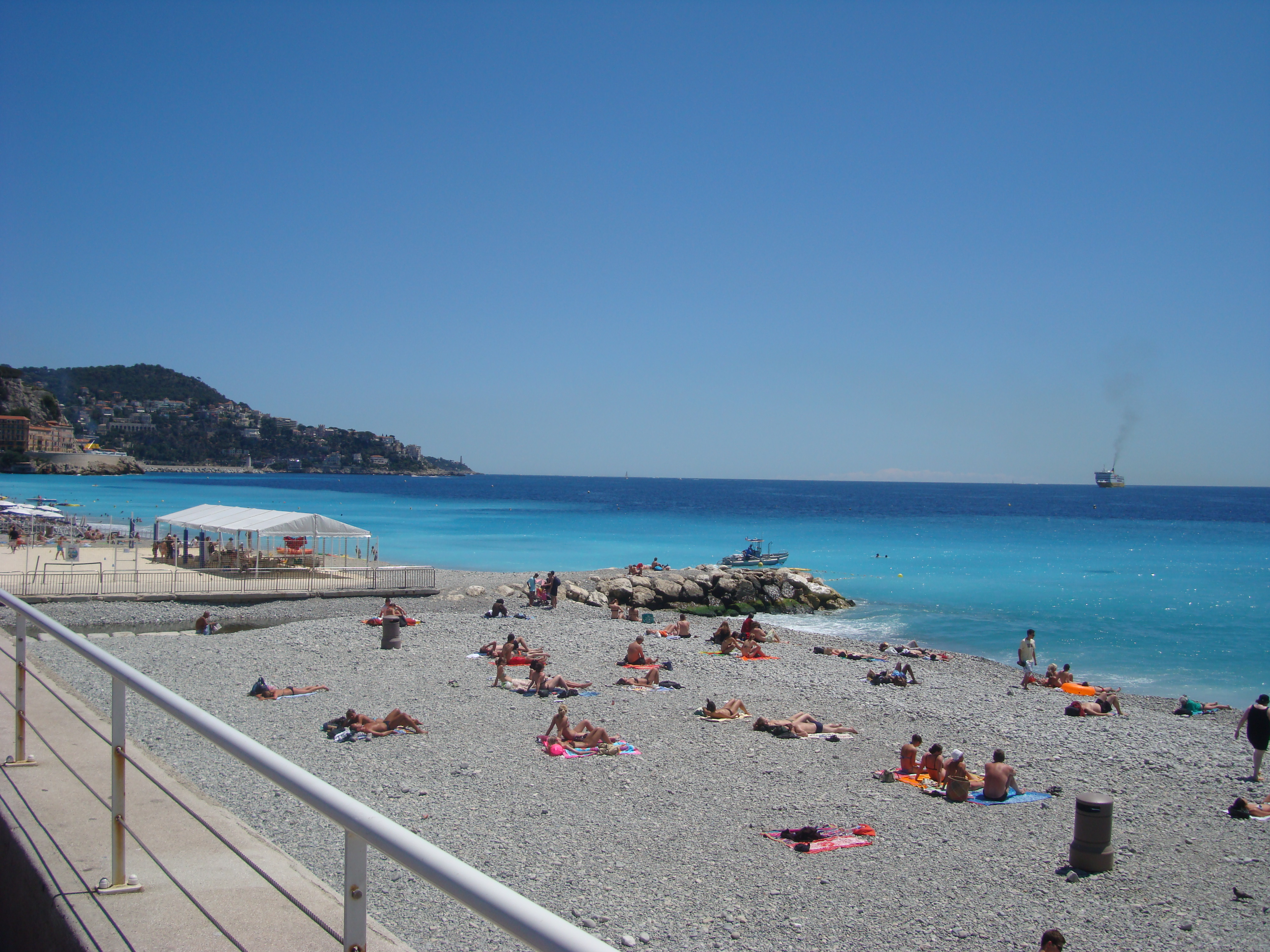
海滩